# Jacuí
Jacuí är en kommun i Brasilien.   Den ligger i delstaten Minas Gerais, i den sydöstra delen av landet, 600 km söder om huvudstaden Brasília. Antalet invånare är 7 502.
Omgivningarna runt Jacuí är huvudsakligen savann. Runt Jacuí är det glesbefolkat, med 20 invånare per kvadratkilometer.